# Abarth Simca
De Abarth Simca is een wagen van het Italiaanse automerk Abarth en werd gebouwd tussen 1962 en 1965. Bij deze auto's kwam alleen de naam Simca nog overeen met de auto's uit de Franse fabriek. De gestroomlijnde carrosserie was van aluminium. De wagens werden aangedreven door viercilinder-motoren met respectievelijk 1137, 1288, 1592, en 1946 cc. 